# Pierre Jules Mène

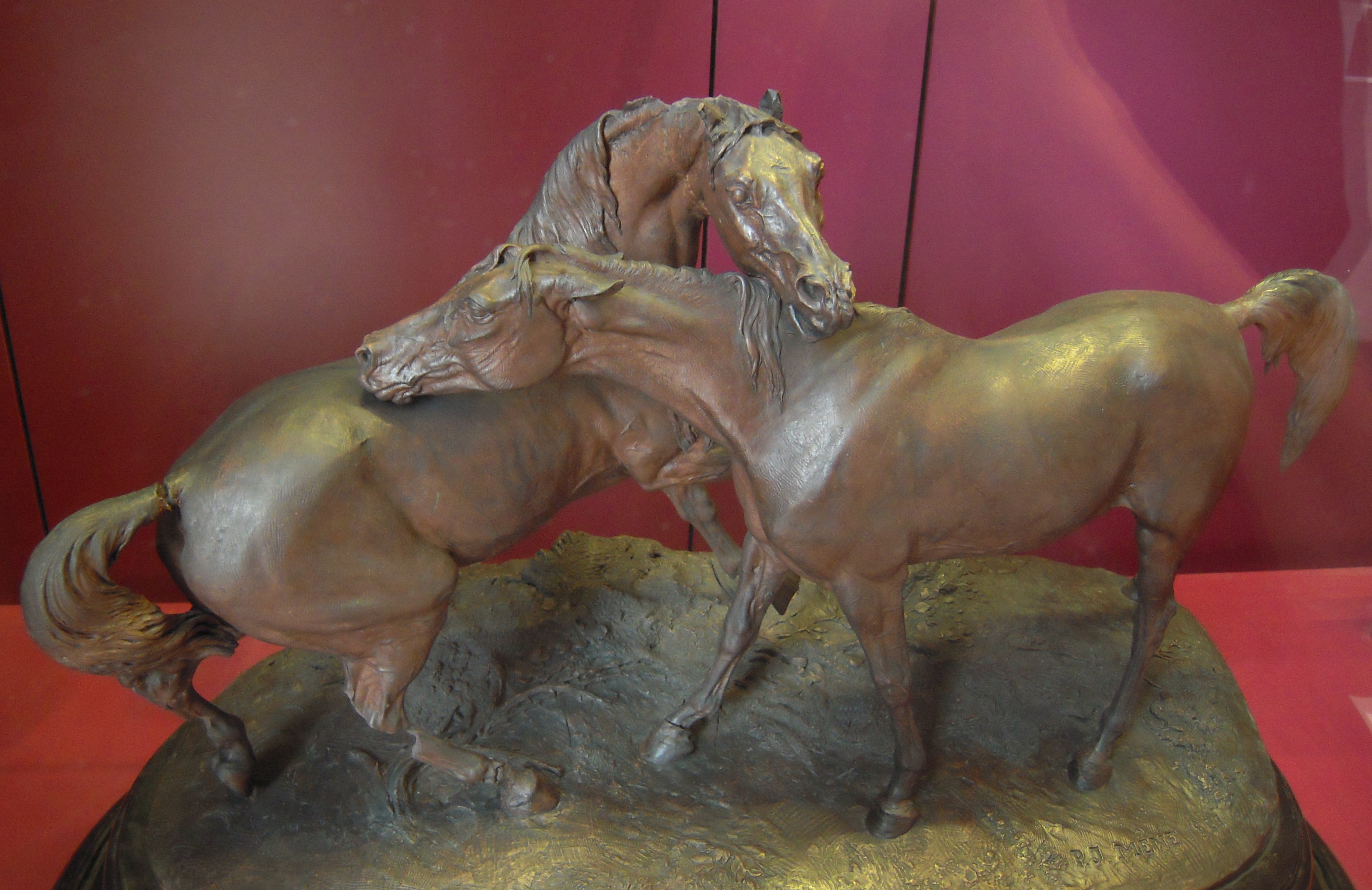
Tachiani y Nedjebé, caballos árabes por Pierre-Jules Mêne (1851).

Pierre-Jules Mêne fue un escultor de animales francés, nacido el año 1810 en París y fallecido el 1879 en la misma ciudad. Está considerado como uno de los pioneros de la escultura animalística en el siglo XIX.

## Datos biográficos
Mène produjo una serie de esculturas de animales, principalmente de animales domésticos, caballos, vacas y toros, ovejas y cabras que estaban en boga durante el Segundo Imperio Francés. Perteneció a la escuela de animalières franceses en la que también estaban Rosa Bonheur, Pierre Louis Rouillard, Antoine-Louis Barye, Auguste Caïn y François Pompon.
Su trabajo fue mostrado por primera vez en Londres por Ernest Gambart en 1849. Mène se especializó en pequeñas figuras de bronce lo que explica por qué ninguna de sus obras ha sido mostrada como estatuaria pública. Su obra fue un éxito popular en el seno de la clase burguesa y se hicieron muchas ediciones de cada escultura , a menudo para decorar un número creciente de viviendas particulares de la época. La calidad de estas obras es alto, comparable a la de Barye. Mène también disfrutó de un largo período de éxito y celebridad entre sus contemporáneos. Se le considera el mayor experto en fundición a la cera perdida de su tiempo, sólo superado más tarde por Auguste Rodin.
Debido a que Mène fue tan prolífico y a que se hicieron tantas ediciones de sus obras , su trabajo se devalúa en el mercado actual, y abundan las falsificaciones de sus obras.

## Obras
- Tachiani et Nedjebé, chevaux arabes, comúnmente llamado L'accolade (el espaldarazo), modelo en cera roja, 1851, es probablemente el trabajo más conocido de Mêne musée du Louvre.
- Vache flamande et son veau(Vaca flamenca y su ternero), pequeño grupo sobre base de madera, 1853, musée du Louvre.
- Chien au terrier (perro en la madrigura), pequeño grupo de cera negra-marrón , 1846, musée d'Orsay.

Los bronces de PJ Mêne están muy bien representados en las colecciones de los principales museos estadounidenses.

## Galería de imágenes

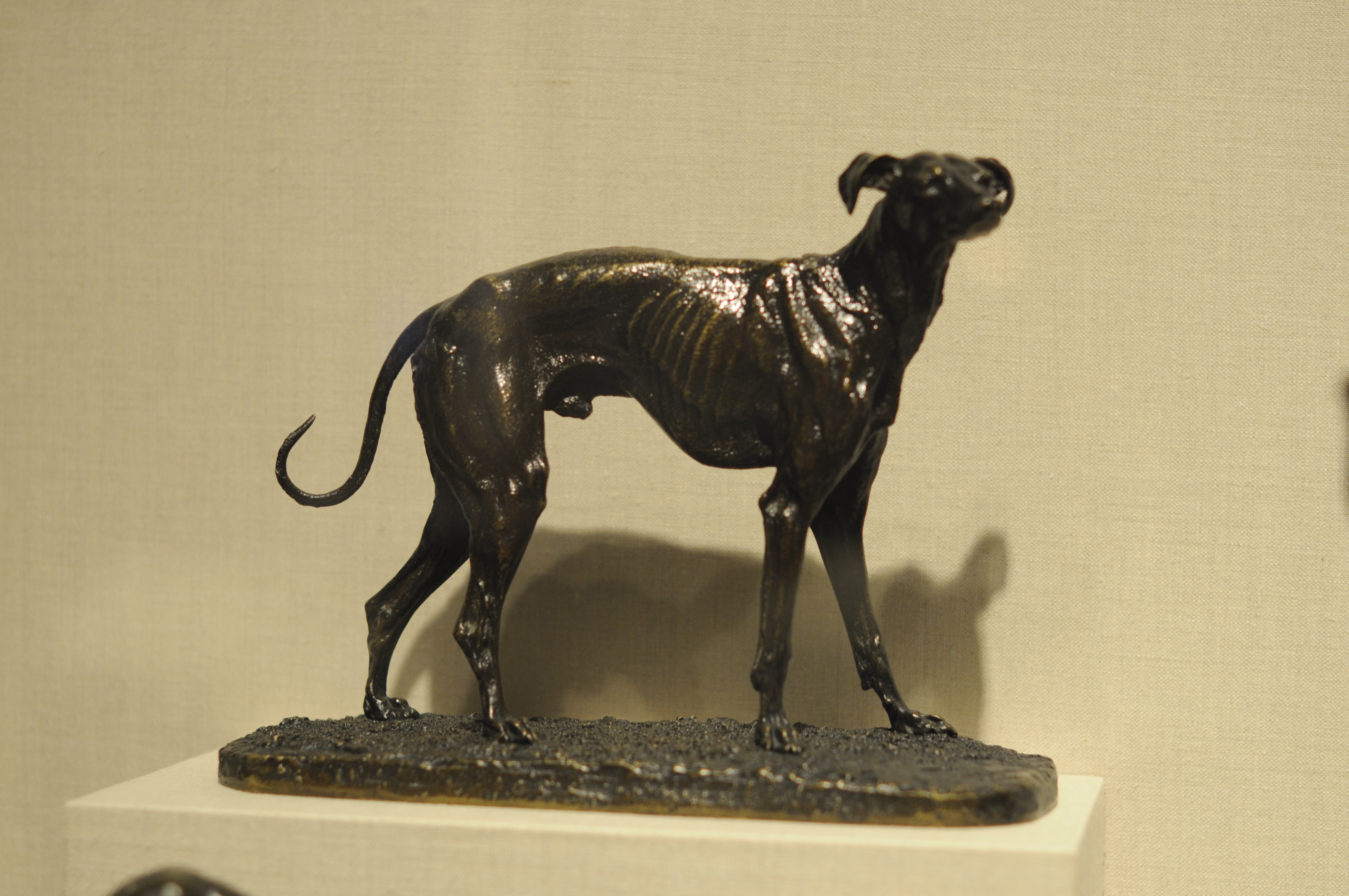
Galgo español
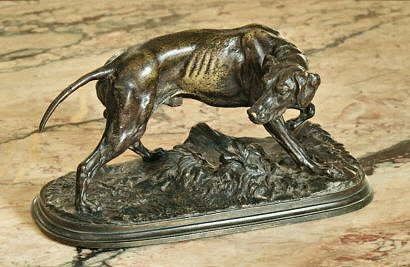
Braco en pose
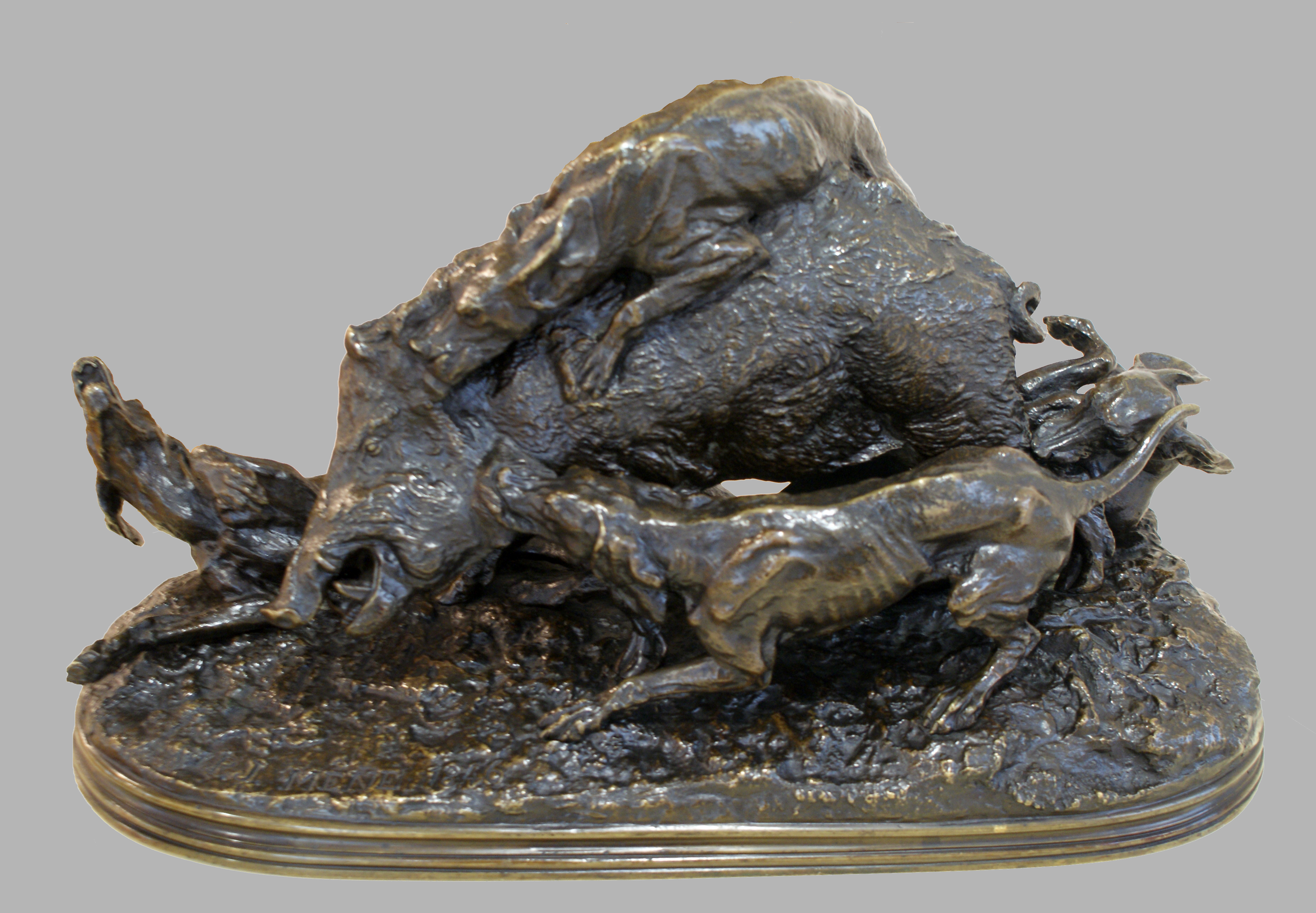
Perros atacando a un cerdo salvaje

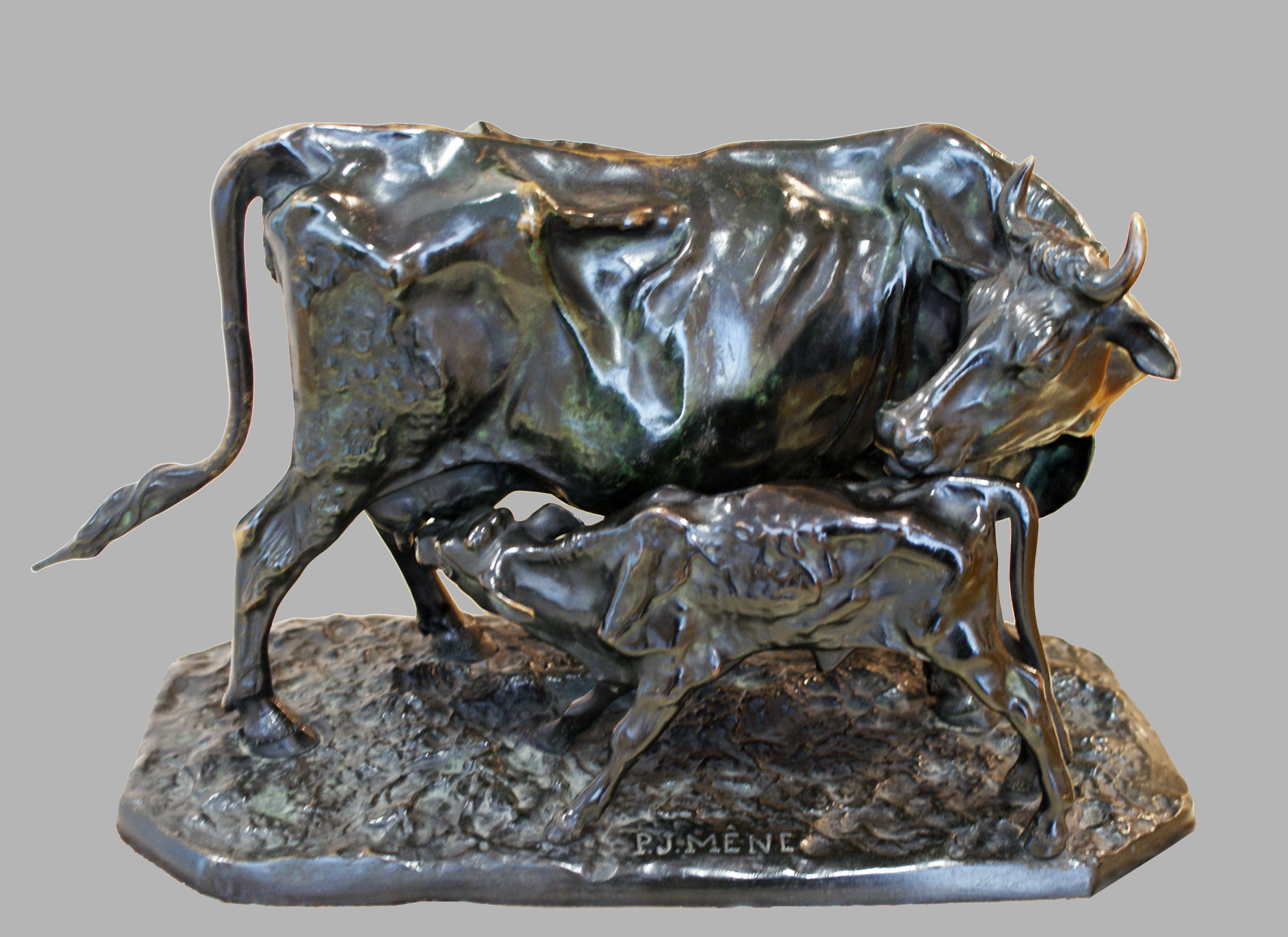
Vaca flamenca con ternero
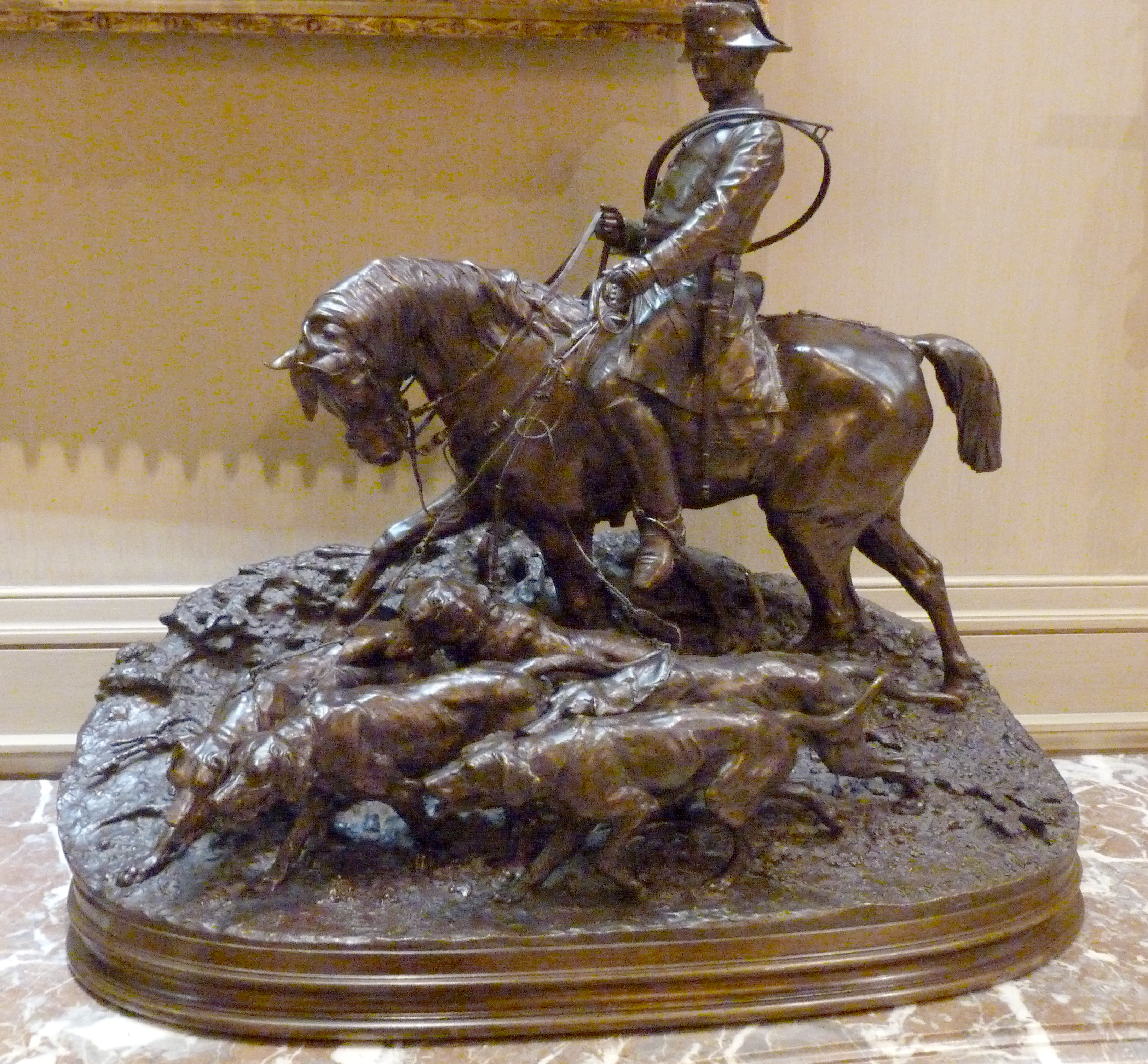
Grupo de caza

 Pulsar sobre la imagen para ampliar. 